# Jean II Comnène
Vous lisez un « bon article » labellisé en 2009.
Pour les articles homonymes, voir Jean II et Jean Comnène.
Jean II Comnène (grec ancien : Ιωάννης Βʹ Κομνηνός / Iôánnês II Komnênós), né le 13 septembre 1087 et mort le 8 avril 1143 en Cilicie, est un empereur byzantin qui règne du 15 août 1118 au 5 avril 1143. Il est surnommé Kalojannis ou Calojanni, soit « Jean le Beau », beau intérieurement, d'une bonne âme (Kalos signifiant « beau », Jannis, « Jean »). Les chroniques de l'époque le décrivent de teint sombre, avec des traits plutôt ingrats et des cheveux noirs qui lui valent le surnom de Maurus.
Son règne, avec celui de son fils Manuel, correspond à la dernière période d'expansion de l'Empire byzantin. Poursuivant l'œuvre de son père Alexis Ier Comnène, il lutte activement contre les Seldjoukides en Asie mineure, écrase définitivement les Petchénègues et pacifie les Balkans. Toutefois, les résultats de Jean II demeurent inconstants et mitigés (à Antioche, par exemple, et face à Venise), et expliquent que le bilan de son règne soit regardé, indépendamment de la personnalité de l'empereur, avec circonspection par les historiens. Ce phénomène est probablement accentué par le fait que son règne s'articule entre ceux, plus denses et plus dramatiques, d'Alexis Ier et de Manuel Ier, dont les personnalités semblent plus complexes que la sienne.

## Une accession mouvementée au trône

### Un successeur désigné?
Jean II Comnène est le troisième enfant, mais le premier fils de l'empereur byzantin Alexis Ier Comnène et d'Irène Doukas. Dès son enfance, il a à ses côtés comme fidèle compagnon et confident un enfant turc de son âge, Jean Axouch, arrivé à Constantinople comme prisonnier et offert par les croisés à son père. Le jeune Jean bénéficie de l'amour inconditionnel de son père, mais sa mère Irène et sa sœur Anne Comnène le méprisent et le calomnient, espérant le voir éliminé de l'héritage impérial au profit de Nicéphore Bryenne, le mari d'Anne. Cependant, Jean bénéficie de la confiance de son père. Il est couronné de son vivant le 1er septembre 1092, et rien n'indique que ce choix ait été remis en cause par Alexis. Il est peu probable que celui-ci ait favorisé l'accession au trône de Nicéphore, dont il avait combattu et aveuglé le père, au détriment de la dynastie Comnène. Au contraire, en 1111, Alexis demande au patriarche Nicolas III Grammatikos, mourant, de bénir Jean. De plus, il rédige à la fin de sa vie les Mousai, une suite de conseils à destination du futur basileus, Jean. L'hypothèse des historiens contemporains est qu'Alexis, comme de coutume sur l'ensemble de son règne, a feint d'accepter de céder le pouvoir à Bryenne et Anne, tout en ne cédant rien sur le fond et sa volonté de voir son fils lui succéder.

### La mort d'AlexisIerComnène

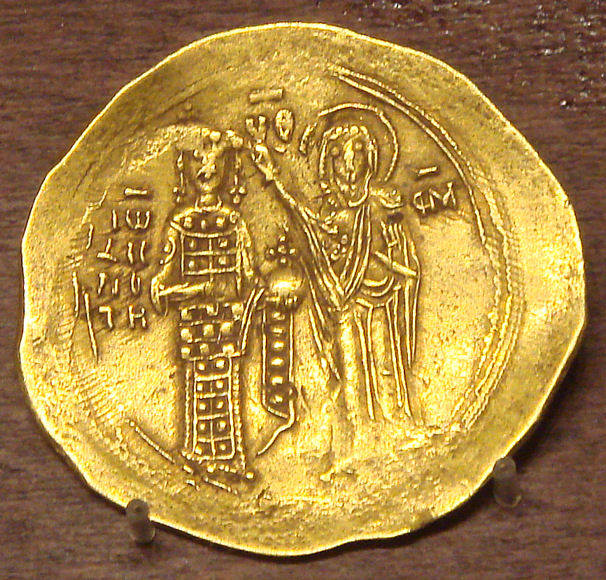
Monnaie d'or de Jean II Comnène, il est représenté en présence de la Vierge Marie, XIIe siècle.

Selon le récit détaillé de Nicétas Choniatès, au cours de l'été 1118, Alexis sent sa mort approcher. Malade depuis de nombreuses années, il souffre de la goutte, et connaît probablement une première attaque cardiaque en 1112. Le rôle d'Irène Doukas, la mère de Jean, et d'Anne Comnène, auprès d'Alexis va alors croissant, ainsi que celui de Nicéphore Bryenne, le mari d'Anne. Lors de l'expédition d'Alexis contre les Turcs (vers 1115-1116), c'est Nicéphore qui dirige l'administration à Constantinople. Deux clans rivaux nouent des intrigues autour du basileus. Jean reçoit le soutien de son frère Isaac, auquel s'oppose le clan des femmes de la famille, dirigé par Irène et surtout Anne.
Pendant l'agonie d'Alexis, sans doute atteint d'angine de poitrine, Irène et Anne montent une garde jalouse auprès de l'empereur au monastère de Mangana et tentent de lui faire déshériter Jean. Mais Alexis tient à faire de Jean son successeur et rétorque, selon Nicétas Choniatès, qu'aucun empereur ayant un fils apte à régner ne l'a négligé et lui a préféré un gendre. Il semble que Jean, profitant du transfert de son père dans la partie nord du monastère, au cinquième étage, dans un lieu plus frais, s'éclipse et gagne en hâte le Grand Palais après avoir effectivement obtenu de son père mourant l'anneau royal. Lors d'un détour par la basilique Sainte-Sophie où, au cours d'une cérémonie assez rapide, il est reconnu empereur par le patriarche Jean IX Agapètos, il se fait proclamer empereur par le Sénat, l'armée et est acclamé par la foule, tandis que la garde du palais et Nicéphore Bryenne hésitent. La garde varangienne, par ordre de l'impératrice Irène, lui en interdit l'accès, mais Jean, selon Jean Zonaras, annonce la mort de son père, qui n'aura en fait lieu que quelques heures plus tard, et obtient sa soumission. Selon Choniatès, les hommes de la garde de Jean forcent l'entrée du palais en démontant les portes de bronze du palais de leurs gonds.
Irène, ignorant les dernières volontés d'Alexis, demande que le mari d'Anne soit proclamé empereur. Nicétas Choniatès rapporte, dans ses chroniques, qu'Alexis remercie Dieu, parce que sa femme n'est pas informée du couronnement de Jean. Il meurt peu après, le 15 août 1118, certain que son fils lui succédera et qu'il va assurer la stabilité de l'Empire. Il est enterré au monastère consacré au Christ Philanthrope. La position de Jean ne lui semblant pas assurée, il n'assiste pas aux funérailles de son père, craignant pour sa vie.

### La conjuration d'Anne Comnène

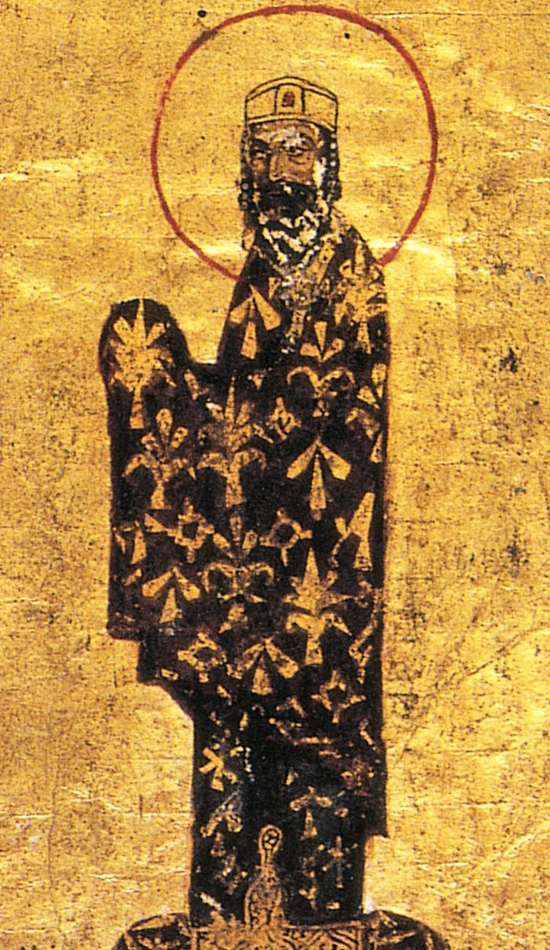
Alexis Ier Comnène, père de Jean II et d'Anne Comnène (manuscrit, bibliothèque du Vatican, XIVe siècle).

L'animosité d'Anne Comnène, fille aînée d'Alexis, envers Jean est ancienne. Elle s'explique par le fait qu'à l'âge de cinq ans, elle avait été fiancée au fils de Michel VII Doukas, Constantin, ce qui, en théorie, devait lui permettre d'accéder au trône comme impératrice. Constantin décède jeune et elle est promise en mariage à Nicéphore Bryenne, fils de Nicéphore Bryenne, qui, entre 1077-1079, avait essayé de s'emparer du trône de Constantinople avant d'être vaincu et aveuglé par Alexis. Ce dernier, qui tente de s'allier les grandes familles de l'aristocratie byzantine, impose donc ce mariage, et nomme son gendre césar en 1111. Ce dernier occupe, de plus, une place importante auprès du basileus à la fin de sa vie et contrôle en partie l'administration.
Aussi Anne ne renonce pas à s'emparer du trône, même après la mort de son père, tandis que sa mère Irène semble se résigner Au printemps 1119, elle tente de faire assassiner Jean dans le palais de Philopation, qui sert de pavillon de chasse en dehors des murailles de la ville. Le manque d'enthousiasme de Nicéphore Bryenne fait échouer le projet, ce que sa femme ne lui pardonne pas. Cependant, Jean se montre clément. La fortune des conjurés est confisquée avant de leur être restituée peu après. Nicéphore Bryenne poursuit sa carrière politique auprès du nouveau basileus. Anne est exilée au monastère de la Kécharitôménè et consacre le reste de sa vie à rédiger la biographie de son père, l'Alexiade, devenue l'une des principales sources sur cette période de l'Empire byzantin et sur la première croisade.
Jean II décide rapidement, afin d'éviter semblable mésaventure lors de sa propre succession, d'associer son fils aîné Alexis au trône en 1122.

## Les premières années du règne deJeanIIComnène

### Le personnage
Durant son règne, l'empereur reçoit le surnom de « bon » pour son caractère. Jean ne supporte pas les personnes frivoles et il ne tolère pas le luxe. Il est apprécié, non seulement parce qu'il distribue souvent des cadeaux au peuple, mais aussi parce qu'il apparaît sincère dans son attachement aux valeurs de la religion orthodoxe, bien qu'il soit peu porté, contrairement à son père, sur les controverses intellectuelles ou religieuses. Jean est réputé fidèle à son épouse, même si celle-ci possède peu d'influence sur lui. Il est jugé droit et clément, qualités assez rares pour un homme de pouvoir. Ses goûts sont austères. C'est enfin un administrateur capable et efficace.
Il ne choisit pas ses conseillers parmi les membres de sa famille et celui en qui il a le plus confiance est le Turc Jean Axouch, son ami d'enfance, qu'il nomme « grand domestique », commandant de l'armée impériale. La famille impériale nourrit du ressentiment à l'encontre de cette décision, qui est renforcé par le fait qu'ils sont tenus de faire allégeance à Axouch.
Comme il est de tradition dans sa famille, issue de l'aristocratie militaire, c'est un soldat. Son grand-oncle Isaac Ier, son père Alexis Ier et plus tard son fils Manuel Ier sont très actifs militairement. Mais alors que le règne de son père correspond à une phase où l'empire est sur le déclin et la défensive, le règne de Jean II est nettement plus offensif : son rêve est de reconquérir toutes les terres de l'Empire byzantin qui sont entre les mains des musulmans, ainsi qu'Antioche qui appartient aux croisés, et de retrouver l'ancienne gloire de l'Empire. Aux yeux de ses contemporains, sa vie est une campagne militaire permanente. Tout au long des vingt-quatre années de son règne, il passe plus de temps avec l'armée qu'à Constantinople. Il n'hésite pas, dès qu'ils en ont l'âge, à emmener ses fils dans ses campagnes. Il constitue le modèle de l'« empereur-soldat », courageux, audacieux et d'une totale intégrité. Il est considéré par ses sujets comme le « plus grand des Comnène » et aussi comme le « Marc Aurèle » de Constantinople. Mais les sources historiques, en particulier les écrits des historiens Jean Cinnamus et Nicétas Choniatès, comme ceux du poète Théodore Prodomus, manquent d'objectivité. Les historiens modernes le considèrent avec beaucoup plus de circonspection, compte tenu de ses résultats mitigés.

### La campagne de 1119-1121 en Asie mineure
Le premier acte de Jean II est de reprendre l'initiative contre les Seldjoukides en Asie mineure. Si l'Empire a sous son contrôle les côtes septentrionales, occidentales et au sud jusqu'au fleuve Méandre, Attalie est uniquement accessible par voie maritime. En effet, malgré la victoire d'Alexis en 1115 à Philomélion, les Seldjoukides reprennent leurs offensives et s'emparent vers 1117 de Laodicée de Phrygie et de la vallée du Méandre, ce qui coupe la route d'Attalie. Alexis se préparait à une offensive contre eux au moment de sa mort. C'est pourquoi Jean souhaite entreprendre cette expédition contre les Seldjoukides, non seulement pour agrandir les territoires de l'Empire, mais également parce qu'ils ont enfreint le traité de paix qu'ils ont signé avec son père. Dans l'ensemble, le règne de Jean est caractéristique de l'idée de reconquête qui anime alors le gouvernement de l'Empire, c'est-à-dire la récupération des terres perdues lors de la crise de la deuxième moitié du XIe siècle. La situation semble propice, car l'empire bénéficie de la paix dans la partie européenne de l'Empire,.
En 1119, au printemps, Jean débarque en Asie mineure à la tête d'une puissante armée pour combattre les Seldjoukides. Il traverse la Phrygie, franchit le Méandre et assiège Laodicée. Il est alors rappelé à Constantinople et confie le siège à Jean Axouch, bien que ce dernier ne possède pas une grande expérience militaire. Axouch s'empare de la ville à l'issue d'un siège en règle, démontrant ainsi ses capacités de commandement. Après la conquête de Laodicée, l'émir Abuchara est expulsé et l'empereur, de retour, fait reconstruire les murs de la ville afin de la fortifier. Grâce à la conquête de Laodicée, l'armée byzantine avance rapidement et possède une base arrière solide. Jean s'empare par la suite de Sozopolis (Uluborlu (Isparta)), de nouveau sur les Seldjoukides du sultanat de Roum, et fait attaquer conjointement plus à l'est les Danichmendides. Néanmoins, cette dernière offensive, dirigée par le duc de Trébizonde Constantin Gabras, est un échec. Celui-ci est vaincu et fait prisonnier par l'émir Gumuchtegin et Toughroul de Mytilène. Mais une dispute opportune entre les deux chefs turcs empêche ces derniers de profiter de leur victoire.
Cependant, la conquête de Laodicée et la pacification de la région d'Attalie, annexée à l'Empire byzantin, sont déjà en soi un important succès. À la fin de l'automne 1121, Jean fait une entrée triomphale à Constantinople avec à ses côtés Axouch.

### La victoire sur les Petchénègues et la consolidation de la frontière balkanique (1122-1128)
En 1122, les Petchénègues redeviennent une menace pour l'empire. Ce peuple nomade, d'origine turque, avait été battu sérieusement mais non sans difficultés par Alexis Ier. Mais à partir de 1122, les Petchenègues dévastent la Macédoine et la Thrace. Provenant des steppes russes, installés au nord de la Thrace, dans l'actuelle Bulgarie, ils envahissent l'Empire byzantin par la frontière sur le Danube. Selon Michael Angold, il est possible que Vladimir II Monomaque (1113-1125), grand-prince de Kiev, en soit la cause. Jean II est fortement déterminé à arrêter les envahisseurs qui sont susceptibles de lui faire perdre le contrôle de la partie septentrionale des Balkans. Il transfère son armée de la frontière de l'Asie mineure où elle vient de battre les Seldjoukides.
Jean II réunit son armée près de Constantinople, puis avance très rapidement vers les Petchenègues pour engager le combat. Ces derniers ont installé un camp près de la ville de Beroia, en Bulgarie. Jean II leur propose un traité de paix, mais il s'agit en fait d'une supercherie, et, alors que la réponse des Petchenègues n'est pas encore arrivée, Jean donne l'ordre d'attaquer leur camp. Pris par surprise, les Petchenègues opposent, malgré tout, une forte résistance, et aucune des deux armées ne semble en mesure d'emporter la victoire. L'empereur ordonne alors à sa garde varangienne, élite de l'armée byzantine et garde personnelle de l'empereur, de donner l'assaut. Son intervention est déterminante. Les Petchenègues sont encerclés et battus. La victoire est complète, de nombreux Petchenègues sont déportés comme colons alors que d'autres sont incorporés dans l'armée byzantine. La victoire de Beroia met fin au problème de l'invasion des Petchenègues. Ceux qui s'échappent se regroupent en Hongrie et fusionnent avec la population locale, mettant ainsi fin à leur identité.
Toutefois, pour Jean II, la victoire ne conduit pas immédiatement à la paix dans les Balkans. Il intervient aussi contre les Serbes de Rascie, qui sont vaincus (des colonies militaires de prisonniers serbes seront installées dans la région de Nicomédie) et contre les Dalmates et les Croates, qui sont contraints de reconnaître l'autorité byzantine. Entre 1124 et 1128, il lutte avec succès face aux Hongrois, bien que Jean ait pris pour femme Piroska, appelée par la suite Irène de Hongrie, fille du roi Ladislas Ier de Hongrie. Les troupes du roi Étienne II de Hongrie, un parent d'Irène, envahissent l'Empire et s'avancent vers Sofia avant d'être battues à la bataille d'Haram par Jean II sur leur propre terrain. En définitive, la victoire sur les Petchenègues, suivie de celle sur les Hongrois, permet aux Byzantins de conforter leurs frontières sur le Danube, et offre à Jean la possibilité de concentrer ses forces dans la lutte contre les Seldjoukides en Asie mineure, qui demeurent la principale menace pour l'Empire.

### Le conflit avec Venise (1122-1126)

Drapeau de la république de Venise.

Parallèlement à son intervention aux Balkans, Jean II doit faire face à une dégradation de ses relations avec Venise. En effet, en 1082, Alexis Ier Comnène avait émis une bulle d'or par lequel il exemptait les marchands vénitiens de tout impôt dans les principaux ports et villes de l'Empire byzantin, en échange de l'aide de la flotte vénitienne au cours de la guerre contre les Normands de Robert Guiscard. Les conséquences de cette mesure, nécessaire dans le contexte de l'époque, sont considérables pour les caisses de l'Empire, qui perdent d'importantes rentrées fiscales. Aussi, à la mort d'Alexis, Jean se refuse à renouveler l'accord, malgré les protestations des ambassadeurs vénitiens. Il préfère soutenir le commerce avec les rivales de Venise, Pise et Gênes.
Venise est touchée dans son activité commerciale, qui constitue la clef de voûte de son système économique, social et politique. Les rapports avec son ancienne mère-patrie (le duché de Venise ayant été un ancien duché byzantin) sont modifiés. Le doge, Domenico Michele, se prépare donc à la guerre, cherchant un prétexte permettant de la déclencher et de réaffirmer la puissance de Venise sur les mers du Levant.[réf. souhaitée]
L'occasion est donnée par la capture du roi de Jérusalem Baudouin II par les Sarrasins et la demande d'aide envoyée par les États croisés. Venise accourt à leur secours, désireuse d'envoyer une puissante flotte en Orient. Le 8 août 1122, le doge embarque depuis le port du Lido de Venise avec une flotte de plus d'une centaine de navires qui se dirige, chargée de pèlerins et de croisés, au secours de Baudouin, mais son but principal est d'accomplir une expédition punitive contre l'Empire byzantin.[réf. souhaitée] Ces événements se déroulent en même temps que Jean soumet les Petchenègues lors de la bataille de Beroia.
Après une escale à Bari, une première attaque est portée sur Corfou. La ville est assiégée pendant 6 mois (automne 1122-printemps 1123), mais sans résultat significatif. Réalisant qu'ils ne peuvent la conquérir, les Vénitiens se dirigent vers les îles de la mer Égée et dévastent Rhodes, Chios et Lesbos. Ils arrivent à Chypre, où ils sont informés de la position de la flotte égyptienne. Dès lors, la flotte vénitienne participe à la consolidation des positions franques en Orient, pille un grand nombre de richesses et se rend à Sidon et à Tyr, conquise le 30 juillet 1124 après un siège de cinq mois. Enfin, libre des engagements avec les États chrétiens[réf. souhaitée], le doge revient à son principal objectif, faire pression sur l'empereur byzantin. Samos et Andros sont dévastées vers 1124-1125. Le doge est alors obligé de retourner dans l'Adriatique pour affronter Étienne II de Hongrie qui menace les possessions vénitiennes de Dalmatie. En 1126, les Vénitiens reprennent à nouveau la mer pour affronter les Byzantins et attaquent Modon et Céphalonie. Face à la dévastation de ses possessions maritimes, l'empereur se résout à envoyer des ambassadeurs pour demander la paix.
En 1126, Jean II émet une nouvelle bulle d'or reconnaissant tous les droits déjà accordés par son père et les augmente par de nouvelles exonérations et des monopoles. Pour l'empereur, l'unique solution est d'accorder également de nouvelles concessions aux républiques de Gênes et de Pise, dans l'espoir de contrebalancer la puissance vénitienne, mais la conséquence du conflit est la disparition de Constantinople comme grande puissance commerciale et maritime. Face à la force navale des cités italiennes, Jean II s'est révélé, tout comme son père, impuissant. Il ne peut mener la lutte sur les mers contre les Italiens et sur les terres contre les Seldjoukides et il préfère traiter avec les premiers pour s'occuper des seconds. Il s'agit bien d'un échec.

### Les campagnes en Asie mineure (1130-1135)
Occupé en Europe entre 1122 et 1128, Jean II ne peut intervenir efficacement en Asie mineure. Ce laps de temps a profité aux Danichmendides dirigés par l'émir turc Gumuchtegin.

L'émirat des Danichmendides à sa création à la fin du XIe siècle.

L'émir s'est emparé d'Ancyre, Gangra et Kastamonu au détriment des Byzantins. En 1130, il écrase l'armée de Bohémond II d'Antioche. Même si on ignore les visées exactes de Gumuchtegin sur Antioche, le danger que la ville retombe aux mains des musulmans semble réel, ce qui incite Jean à intervenir. Il peut le faire d'autant plus aisément que les Seldjoukides sont divisés par des querelles familiales importantes. En effet, en 1125, le sultan Mas`ûd Ier, en lutte avec l'un de ses frères, nommé Arab, se réfugie à Constantinople, avant de retrouver son trône vers 1129 avec l'aide de Gumuchtegin, son beau-père. C'est alors Arab qui se réfugie à Constantinople.
Entre 1130 et 1135, avec une grande armée, Jean II débarque en Asie mineure et conduit cinq campagnes successives contre Gumuchtegin, devenu seigneur d'une grande partie de l'Asie mineure. Les cinq campagnes sont victorieuses et pour cela, en 1133, à son retour à Constantinople, Jean reçoit un triomphe digne de la Rome antique,. Mais l'année suivante, la mort brutale de l'impératrice l'oblige à se retirer provisoirement du théâtre des opérations.
Il retourne en Asie mineure et conduit une nouvelle campagne victorieuse. La mort de Gumuchtegin, en septembre 1134, et les luttes fratricides entre ses successeurs consacrent définitivement la victoire de Jean, parachevée par une dernière campagne en 1135 pour s'emparer de la ville de Gangra. Le sultan seldjoukide de Roum, Mas`ûd Ier, traite directement avec l'empereur. Toutefois, il doit rapidement rétrocéder la cité de Gangra,  trop exposée pour être correctement défendue.
En seulement cinq ans, Jean a réussi à consolider la frontière byzantine en Asie mineure et à reprendre des territoires aux Seldjoukides, qui ne sont plus en mesure de s'attaquer aux terres byzantines. Toutefois, si le bilan est globalement positif, Jean II ne parvient pas à fragiliser de manière décisive l'emprise turque sur une bonne partie de l'Anatolie. Quoi qu'il en soit, en éloignant la menace seldjoukide, Jean peut se préparer à reprendre les territoires qu'il considère de droit byzantin, bien qu'ils soient soumis au pouvoir des croisés : le royaume arménien de Cilicie et la principauté d'Antioche, fondée par Bohémond de Tarente.

## L'intervention en Syrie

### L'alliance germanique

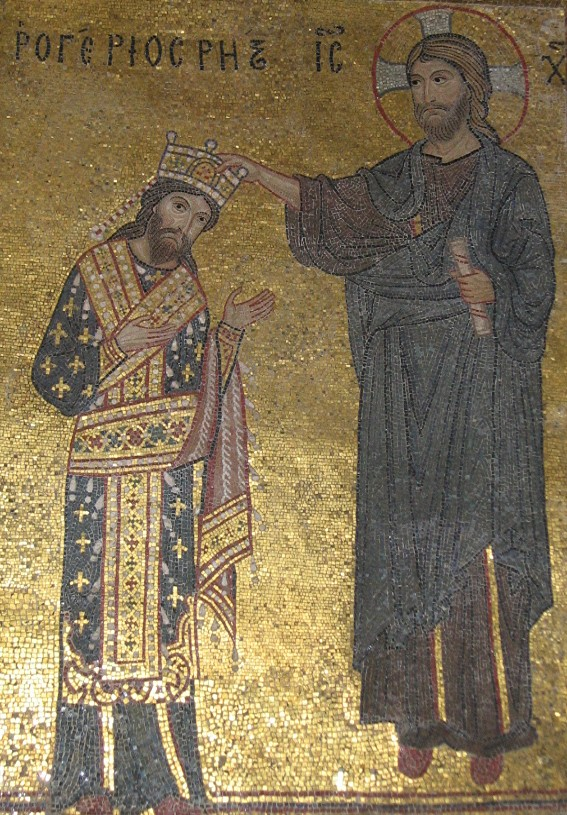
couronné par le Christ (mosaïque de la Martorana, Palerme, XIIe siècle).

En 1130, l'accession au trône de Sicile de Roger II inquiète le basileus. La vieille rivalité entre le royaume de Sicile et Constantinople n'est pas éteinte. De plus, le nouveau souverain peut faire valoir ses droits sur Antioche, où Bohémond II, en mourant, ne laisse qu'une héritière en bas âge, Constance d'Antioche. Si Roger II doit rapidement faire face à une révolte de ses barons, qui paralyse provisoirement ses ambitions, Jean II estime plus prudent, avant de s'avancer en Syrie, de neutraliser cet éventuel adversaire.
Pour cela, une ambassade est envoyée auprès de l'empereur germanique Lothaire de Supplinbourg afin qu'il engage une guerre contre les Normands (1135). Lothaire, soutenu par le pape Innocent II, accepte après de longues négociations. Il sait que cela lui donne la possibilité de poursuivre une expédition militaire lucrative contre le royaume de Sicile avec l'argent de l'Empire byzantin. Lothaire entame sa campagne au printemps 1137. Malgré l'ascendant militaire (prise de Bari), Lothaire, en proie à la révolte de ses troupes, retourne en Allemagne. Par la bulle du 27 juillet 1139, le pape s'avoue vaincu et reconnaît définitivement Roger II Rex Siciliæ, ducatus Apuliæ et principatus Capuæ (« roi de Sicile, duc d'Apulie et prince de Capoue »). Mais celui-ci, affaibli par ses guerres coûteuses contre ses ennemis, reste bloqué en Italie et doit se détourner de ses ambitions orientales.

### La guerre contre lesÉtats latins d'Orient
Jean II, à partir de 1137, est en situation d'intervenir en Syrie. Les Seldjoukides d'Anatolie sont provisoirement matés et Roger II de Sicile, occupé par l'invasion de ses États par Lothaire de Supplinbourg. Aussi, au printemps 1137, une imposante armée byzantine, dirigée par Jean II en personne, accompagné de plusieurs de ses fils, se rassemble à Attalie. Tout comme son père, son objectif prioritaire reste Antioche, qui, selon le traité de Déabolis (appelé aussi traité de Dévol), est terre d'Empire. Jean se dirige ensuite vers la Cilicie, sous contrôle des Arméniens de la dynastie roupénide et de son roi Léon Ier d'Arménie, alors que sa flotte progresse en parallèle le long de la côte. L'armée est composée de soldats byzantins, mais également de détachements alliés parmi lesquels des Petchénègues, des Seldjoukides et des Arméniens hostiles à la dynastie des Roupénides.

États du Levant en 1135.

L'avance de l'armée est rapide. Elle s'empare des cités de Zephyrion, Adana et Mopsueste. Jean commence le siège de la ville de Tarse. Pendant le siège, Jean donne à son fils Alexis le commandement de l'armée et l'héritier désigné du trône démontre sa qualité de stratège. Au début des combats, l'affrontement est défavorable aux Byzantins, mais Alexis réussit à renverser la situation en ordonnant le bombardement de la ville par les trébuchets. La victoire byzantine s'avère décisive. Elle est aidée par une révolte anti-arménienne qui éclate à l'intérieur de Tarse, après une promesse de présents et l'amnistie générale par l'empereur. Puis, après un siège de 37 jours, Jean s'empare d'Anazarbe, en juillet 1137. En l'espace de six mois, l'ensemble de la Cilicie est conquise par Constantinople, ce qui met temporairement fin au royaume arménien de Cilicie. Léon Ier d'Arménie, le roi déchu de Cilicie arménienne, se réfugie dans les monts Taurus.
L'empereur avance alors vers la principauté d'Antioche, occupant en peu de temps Dörtyol puis Alexandrette. Il reprend quelques localités aux musulmans en Syrie, puis déploie son armée aux portes d'Antioche le 29 août 1137. Raymond de Poitiers, prince d'Antioche par son mariage avec l'héritière du comté, Constance d'Antioche, se trouve alors plus au sud, vers la plaine de la Bekaa, afin d'aider le roi Foulques V d'Anjou de Jérusalem. Il revient le plus vite possible vers sa capitale et réussit, Jean II n'ayant pas eu le temps d'investir totalement la ville, à pénétrer dans Antioche. Avec peu de troupes, aucune aide à attendre de l'extérieur et des barons qui souhaitent négocier, sa position est intenable. Dans un premier temps, Raymond de Poitiers envoie un émissaire à Jean pour lui demander de le nommer son vicaire impérial en échange de la soumission à son autorité. Jean refuse et impose une reddition inconditionnelle. Raymond demande alors l'arbitrage du roi de Jérusalem. La réponse de Foulques V est sans appel : « Nous savons tous […] qu'Antioche appartenait à l'empire de Constantinople […] et que les revendications présentées par l'empereur au nom des traités faits par nos ancêtres sont correctes. », L'allusion par Foulques V au serment de vassalité de Bohémond de Tarente à Alexis Ier Comnène et au traité de Déabolis est évidente. Il est probable que Foulques V, en difficulté face aux musulmans, ne souhaite pas s'aliéner le principal État chrétien de la région. Enfin, certains auteurs n'hésitent pas à voir, dans ce soutien au basileus, une vengeance de la reine Mélisende de Jérusalem, épouse de Foulques V d'Anjou, sur Raymond de Poitiers, lequel avait trahi sa sœur Alix de Jérusalem.
Jean II est suffisamment réaliste pour comprendre qu'il doit donner aux croisés des compensations pour la perte d'Antioche. Aussi offre-t-il à Raymond de Poitiers, contre les clés de la ville, les cités d'Alep, Shaizar, Homs et Hama, qui restent à prendre aux musulmans de Syrie. En outre, le patriarche latin d'Antioche doit être remplacé par un orthodoxe. Si la bannière impériale est hissée sur la citadelle, les troupes byzantines ne pénètrent pas immédiatement à Antioche. Jean retourne alors en Cilicie pour liquider les dernières résistances des princes arméniens. Léon Ier d'Arménie est fait prisonnier après la prise de Feke avec deux de ses fils, Roupen et le futur Thoros II d'Arménie. Ils sont envoyés en captivité à Constantinople en 1138. Si Roupen est exécuté, Léon et Thoros demeurent en résidence surveillée. Dans le même temps, Jean II envoie des ambassadeurs auprès de Zengi afin de lui faire croire qu'il n'a rien à craindre de la présence byzantine.

### L'intervention en Syrie musulmane

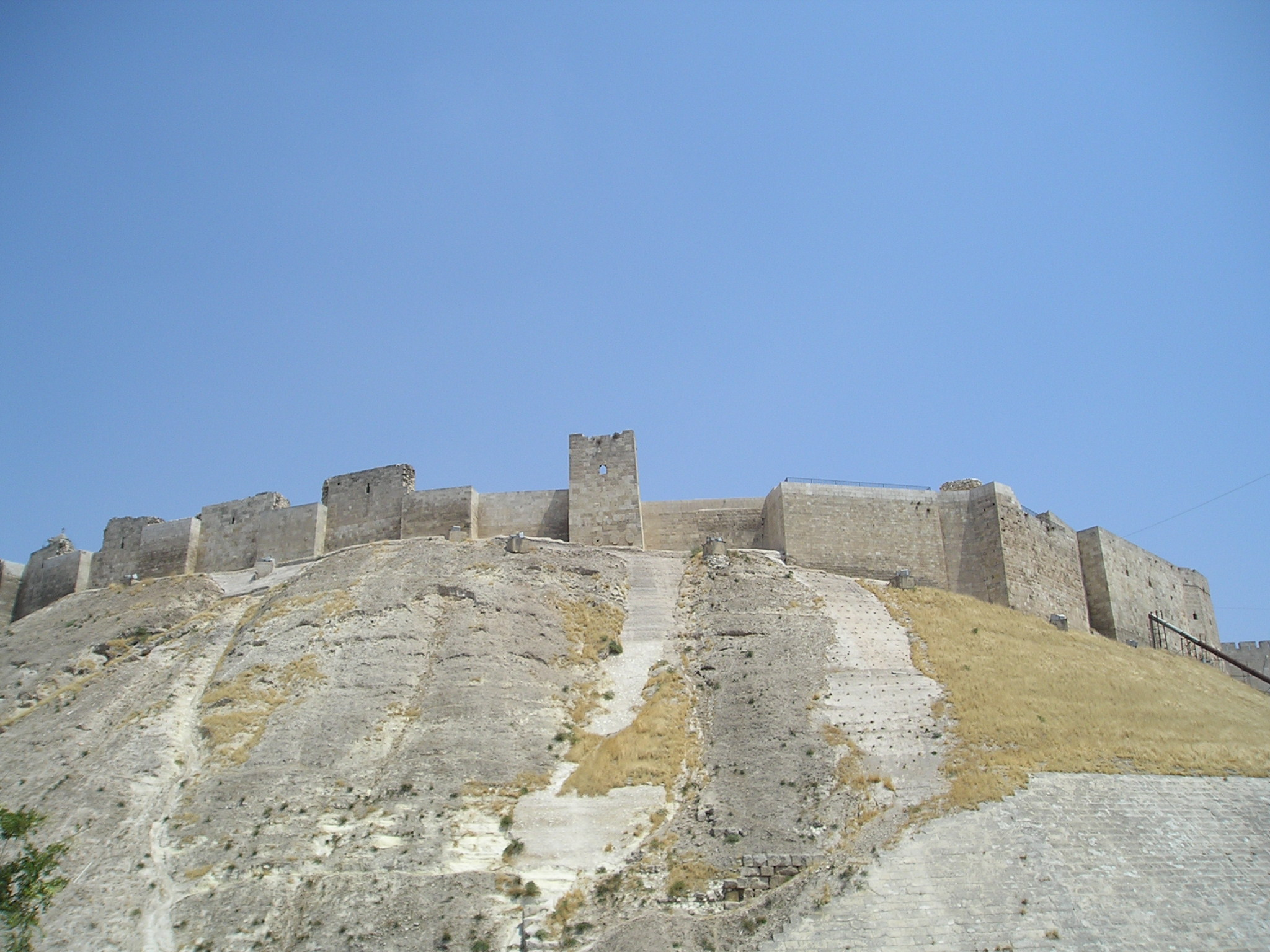
Les murs antiques de la ville d'Alep.

Si Jean veut prendre pleinement possession d'Antioche, il lui est nécessaire de s'emparer du nord de la Syrie sur les musulmans, et en particulier sur Zengi qui règne à Alep. Pour cela, en février 1138, les autorités d'Antioche, sur ordre impérial, arrêtent tous les marchands et voyageurs venus des villes musulmanes du nord de la Syrie, afin d'empêcher qu'ils n'aillent rapporter les préparatifs militaires. À la fin mars, Jean gagne Antioche avec son armée. Il est rejoint par un contingent de croisés dirigés par Raymond de Poitiers et Josselin Ier d'Édesse, comte d'Édesse, auquel s'adjoint un fort détachement de Templiers. Jean n'a aucune confiance en les deux hommes en raison du peu de sympathie dont ils ont toujours fait preuve à l'égard de l'Empire.
La campagne contre les musulmans débute par des succès qui permettent aux Byzantins de conquérir de petites villes fortifiées. Le 1er avril 1138, al-Balat est occupé, le 8 avril c'est au tour de Bizaa. Le 20 avril, l'armée est devant Sawar, mais la forteresse vient de recevoir des renforts de Zengi et apparaît trop puissamment défendue. Jean avance alors vers le sud et s'empare d'Athareb le 22 avril, de Maarat al Nouman le 25 et de Kafartab le 27. Enfin, le 28 avril, il met le siège devant la ville-forteresse de Shaizar, défendue par le vieil émir Soultan Ibn Mounqidh, qui contrôle la vallée de l'Oronte (désormais Nahr al-ˁAsī). Jean préfère en effet éviter d'assiéger Alep, la capitale de Zengi, qui paraît difficile à conquérir sans causer de pertes importantes en les rangs de son armée ; il espère conquérir les villes autour d'Alep afin de l'isoler. À partir du 28 avril 1138, Jean fait encercler la citadelle et donne l'ordre à son armée de commencer le siège, mais alors que la bataille fait rage, ce qu'il craignait se vérifie : ni Raymond, ni Josselin ne veulent combattre pour des raisons de jalousie, de ressentiment à son encontre, et ils se soucient peu de la prise d'Alep qui les obligerait à céder Antioche.
L'armée de Zengi, seigneur d'Alep, vient au secours de Shaizar. Bien moins nombreuse que celle de son opposant, elle renonce à une attaque de front et entreprend une tactique de harcèlement. Zengi fait propager des rumeurs annonçant l'arrivée de gigantesques armées venant de Perse, d'Irak et d'Anatolie. Il ne reste plus à l'empereur qu'à lever le camp dans la crainte, notamment, de perdre les puissants trébuchets qui sont indispensables aux sièges. La chance veut qu'avant de donner l'ordre de battre en retraite, le seigneur musulman de Shaizar offre la paix à Jean II, se résignant à ce que la ville devienne tributaire de l'Empire byzantin et garantissant la restitution de la Vraie Croix perdue par Romain IV Diogène lors de la bataille de Manzikert en 1071. L'empereur accepte, lève le siège de Shaizar et repart pour Antioche le 21 mai 1138. Si cette action confirme la puissance militaire de l'Empire, elle ne débouche sur aucun résultat concret.
Jean II insiste pour faire une entrée triomphale dans la ville, Raymond de Poitiers, prince d'Antioche et Josselin Ier d'Édesse, comte d'Édesse à ses côtés. Il impose à Raymond de céder la ville à l'Empire byzantin et les chroniques de l'époque, même si elles ne rapportent pas la réaction de Raymond, indiquent que Josselin assure l'empereur de l'arrivée dans la ville de tous les barons latins, y compris Raymond, afin de discuter ensemble de la question. Lorsque la rencontre a lieu, Josselin propose à Raymond de diffuser, dans la ville, la fausse information selon laquelle l'empereur pense chasser tous les Latins et que pour ce motif, il faut l'attaquer immédiatement afin de le prendre par surprise.

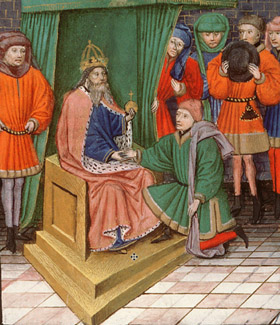
Jean II reçoit Raymond de Poitiers en 1138 (manuscrit d'Estoire d'Eracles, Guillaume de Tyr, Bibliothèque municipale d'Amiens, XVe siècle).

Une émeute éclate et Josselin retourne au palais, faisant semblant d'avoir échappé par miracle au lynchage. Jean se rend compte que les événements prennent une mauvaise tournure : son armée est à deux kilomètres d'Antioche et sa vie est en danger. Il se contente alors du renouvellement du serment de tous les barons latins, puis prend le chemin du retour. Alors qu'il voyage vers Constantinople, il combat les Seldjoukides de Mas`ûd Ier qui ont, une fois de plus, envahi les territoires byzantins et les vainc en 1138. Enfin, vers la fin du printemps 1139, l'empereur rejoint son palais après trois ans de guerre,.

### Les relations avec l'Église catholique
Lors de la campagne de 1137 contre Antioche, l'une des revendications de Jean II est que le patriarcat d'Antioche soit expressément rendu au clergé orthodoxe. Il ne s'agit d'ailleurs que d'une des clauses du traité de Déabolis. La crainte du patriarche latin d'Antioche, Raoul de Domfront (lequel est, de plus, en violent conflit avec Raymond de Poitiers), à propos des revendications byzantines, le pousse à demander l'appui du pape Innocent II. Celui-ci publie un décret interdisant toute collaboration de l'Église catholique romaine en cas d'action entreprise contre le clergé de la ville. Jean II, incertain de sa position, préfère temporiser et entérine dans un premier temps la présence d'un patriarche latin en acceptant d'être officiellement accueilli par Raoul de Domfront.[réf. souhaitée]

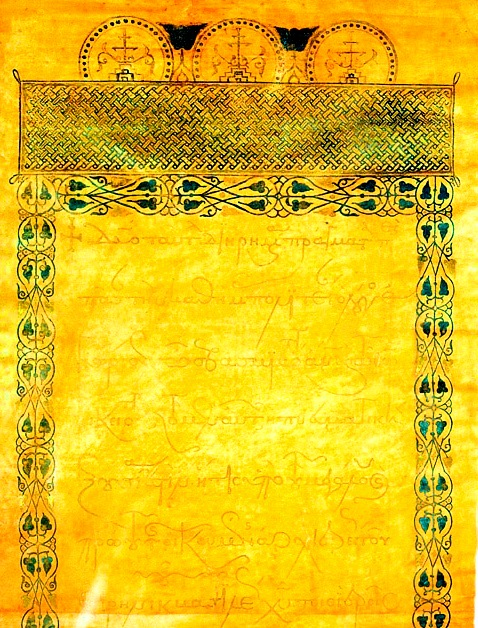
Lettre solennelle signée par Jean II Comnène et par le pape Innocent II (rouleau de parchemin, texte grec et latin, Bibliothèque du Vatican, 1141).

Cependant, de façon générale, les relations avec la Papauté sont relativement cordiales. La menace de l'adversaire commun, le royaume de Sicile, explique cette situation. Après le schisme de 1054 dû à l'excommunication du patriarche de Constantinople Michel Ier Cérulaire, plusieurs papes avaient essayé de rétablir des relations avec l'Église byzantine. Une lettre, écrite par le basileus au pape Innocent II en avril 1142, montre comment Jean II tient à réaliser l'unité entre les deux Églises. En accord avec l'empereur, les théologiens byzantins se montrent disposés à réexaminer la controverse avec l'Église romaine dans un climat d'ouverture et un esprit de réconciliation. Le dialogue entre les deux Églises est également facilité par le fait que Constantinople, en raison de sa position géographique, est devenue le carrefour du commerce et des échanges qu'entretiennent les différents États et régions d'Europe et l'on peut facilement y rencontrer des gens qui viennent de Russie, de Venise, d'Amalfi, ainsi que des commerçants anglais, génois et français. Les fidèles chrétiens, de rite romain aussi bien que grec, se rencontrent et dialoguent sans hostilité et dans un respect mutuel. Selon les historiens, le règne de Jean II est aussi caractérisé par l'émergence de fondations religieuses.

## La dernière campagne

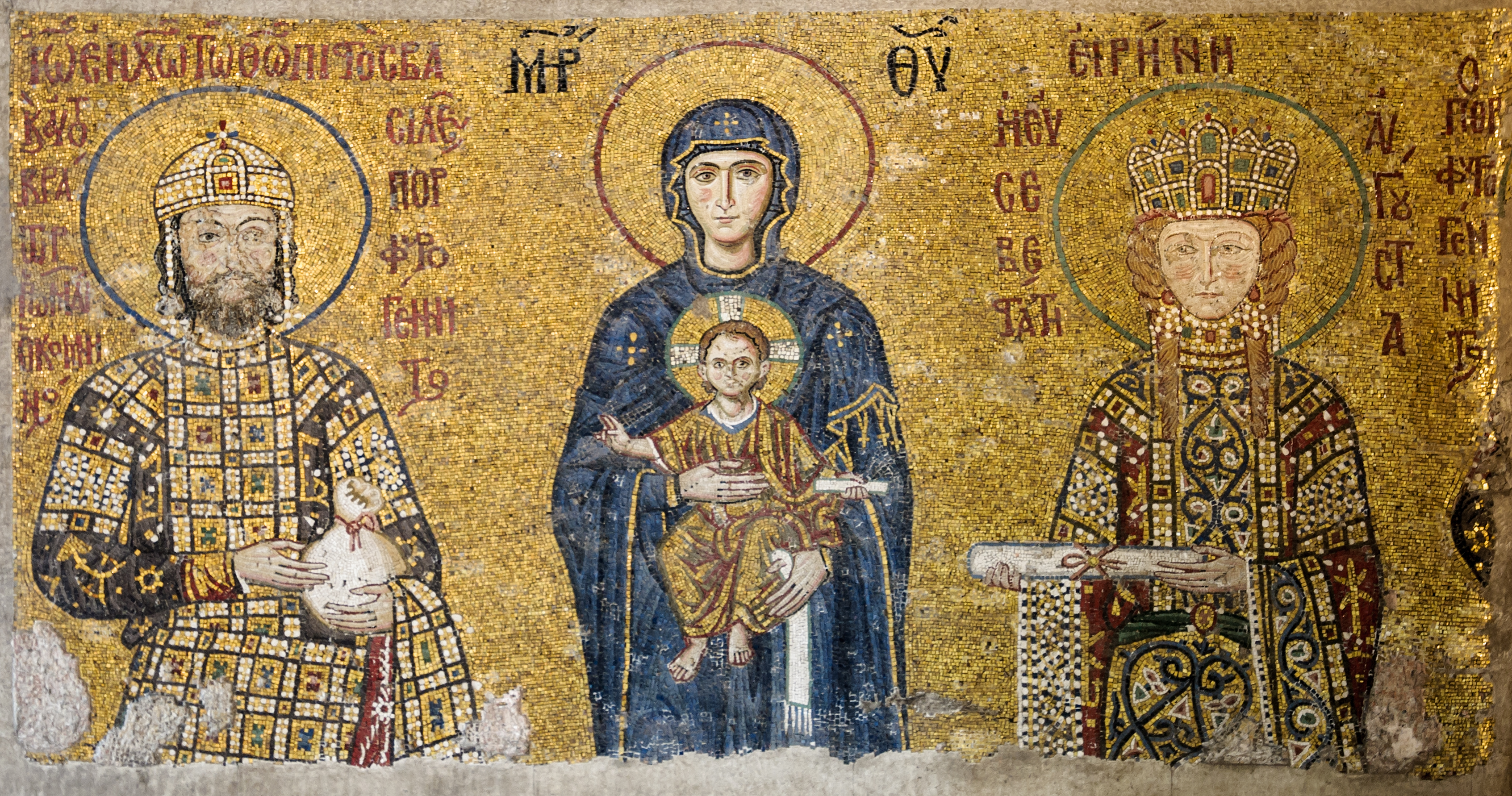
Jean II Comnène et sa femme Irène, mosaïque à l'intérieur de Sainte-Sophie.

Les années suivantes, Jean II est à nouveau mobilisé par l'émir danichmendide Mehmed Gazi. Celui-ci, en 1139, envahit la Cilicie et prend la forteresse de Vahka. Il fait alliance avec le duc de Trébizonde, Constantin Gabras, qui s'est rendu autonome vis-à-vis du pouvoir impérial. Entre 1139 et 1140, Jean repousse les Turcs de Bithynie et de Paphlagonie et contraint Gabras à la soumission. Il entreprend le siège de la forteresse de Niksar. La désertion de son neveu Jean, fils de son frère Isaac, qui passe à l'ennemi, épouse la fille du sultan seldjoukide Mas`ûd Ier et se convertit à l'islam, marque profondément l'empereur, qui abandonne le siège. La mort en 1141 de Mehmed Gazi et les divisions entre ses héritiers permettent à Jean II de revenir à ses projets en Syrie.
Tous les bénéfices de la campagne de 1137 sont en effet perdus. Zengi, dès la fin de l'année 1137, reprend Kafartab, Maarat al-Nouman, Bizaa et Athareb. Raymond de Poitiers, le prince d'Antioche, se révèle totalement incapable de contrer cette offensive et se préoccupe davantage de son conflit avec le patriarche Raoul de Domfront. Jean II décide alors une nouvelle campagne pour 1142. Il assure de nouveau ses arrières et renouvelle son alliance avec l'empereur germanique, Conrad III de Hohenstaufen, qui vient de succéder à Lothaire de Supplinbourg. Cette alliance, toujours dirigée contre Roger II de Sicile, est conclue par un mariage entre la belle-sœur de Conrad III, Berthe de Sulzbach, et le dernier fils de Jean, Manuel Comnène. Jean s'assure également de la neutralité des cités marchandes italiennes, comme Venise et Gênes.
Jean II entame sa nouvelle campagne au printemps 1142 afin de redresser la situation en Syrie du nord. Il est accompagné de ses quatre fils. Arrivé à Attalya, son héritier Alexis Comnène meurt d'une fièvre foudroyante, le 2 août. Il ordonne à son second fils, Andronic Comnène, et au troisième, Isaac Comnène, de ramener la dépouille de leur frère à Constantinople et de l'enterrer dignement. Il garde son dernier fils Manuel auprès de lui, car il envisage de lui constituer une principauté autour d'Antioche, Attalya et Chypre. Pendant le trajet du retour, Andronic meurt de la même maladie qui a frappé Alexis. Quand la nouvelle arrive à Jean, la douleur est insupportable : il perd deux fils en quelques jours, dont celui qu'il avait formé pour être son héritier.
Malgré cette épreuve, Jean II poursuit la campagne. Pour ne pas éveiller l'inquiétude des croisés, il prétexte une expédition contre les Danichmendides. Il traverse à marches forcées la Cilicie et met le siège devant Turbessel, la seconde ville du comté d'Édesse. Le comte Josselin II d'Édesse se hâte de rendre hommage à l'empereur, qui se tourne alors vers Antioche. Il exige de Raymond de Poitiers la remise de la cité et promet en échange de l'aider à se créer une principauté sur des territoires pris aux musulmans. Raymond se trouve dans une situation difficile, car s'il tente de livrer la ville à l'empereur, sa femme Constance d'Antioche le détrônera avec l'aide de ses vassaux : la seule issue par conséquent est la guerre. Mais l'hiver est arrivé et Jean II décide de retourner en Cilicie avant de reprendre l'offensive au printemps, le siège d'Antioche pouvant être long.

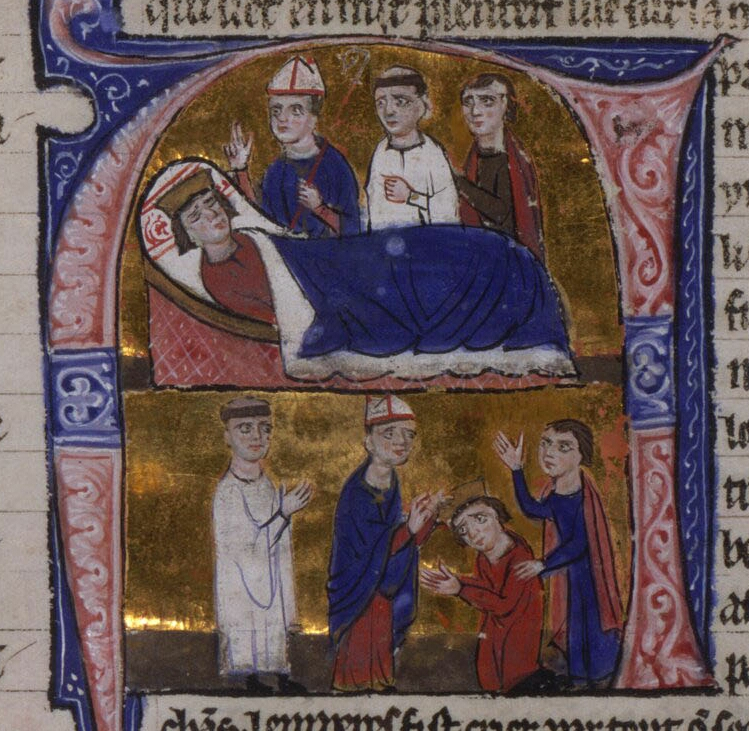
Mort de Jean II Comnène, et couronnement de son fils Manuel Ier Comnène (manuscrit, BnF, Paris, XIIIe siècle).

En mars 1143, au cours d'une banale chasse, l'empereur est blessé accidentellement par une flèche empoisonnée. La blessure semble sans gravité, mais l'infection gagne rapidement et la gangrène s'installe. Jean travaille jusqu'à la fin, avec dignité et un certain courage. Il lui faut préparer sa succession. Le 5 avril 1143, dimanche de Pâques, il rassemble ses conseillers à son chevet et les informe que son héritier au trône n'est pas Isaac, son troisième fils, mais son benjamin Manuel.

« Accueillez donc mon fils Manuel comme Seigneur oint par Dieu, comme roi par ma décision. […] Manuel empereur des Romains. »

Il ôte la couronne de sa tête et la place sur la tête de Manuel. Ce choix s'explique, semble-t-il, par la faible confiance que Jean possède en Isaac, considéré comme versatile et peu fiable. Mais dans la dynastie des Comnènes, ce n'est pas la première fois qu'un fils cadet accède à l'empire au détriment d'un aîné. Alexis Ier Comnène avait ainsi un frère plus âgé que lui, prénommé aussi Isaac, qui lui avait cédé le pas pour l'accession au trône.
Jean meurt trois jours plus tard. Le fidèle Jean Axouch part rapidement pour Constantinople afin d'assurer le trône à Manuel face aux visées d'Isaac, tandis que le nouvel empereur ramène l'armée à travers l'Anatolie. Manuel organise l'enterrement de son père. Son corps est transporté à Constantinople et inhumé avec ses deux fils morts en 1142.

## Historiographie
Jean II est souvent dans l'ombre, tant de son prédécesseur, Alexis Ier Comnène, que de son successeur, Manuel Ier Comnène. 
Cela tient à deux choses. Tout d'abord, les sources sur son règne sont moins nombreuses. Ensuite, les règnes de ces deux empereurs sont généralement considérés comme plus éclatants, sans que leurs accomplissements soient nécessairement supérieurs à ceux de Jean II Comnène. Ainsi, Alexis arrive au pouvoir à un moment où l'Empire byzantin connaît de sérieux troubles sur le plan interne qui l'exposent à des invasions nombreuses. Son œuvre de refondation de la puissance byzantine dans un contexte difficile est ainsi souvent mis en valeur. Quant à Manuel, sa volonté de conduire une politique étrangère ambitieuse, tant en Italie, qu'en Hongrie jusqu'en Égypte contraste avec la modestie apparente de la politique de Jean, plus consacrée à la consolidation des acquis d'Alexis. Pour autant, le jugement général sur le règne de Jean est particulièrement positif. Nicétas Choniatès le qualifie de « plus grand des Comnènes ». Louis Bréhier estime que « par ses qualités morales, son humanité, son souci du devoir, la tenue de ses conduites, Jean est une des plus belles figures parmi les empereurs qui régnèrent à Byzance ». Généralement, les historiens estiment que Jean II Comnène est parvenu efficacement à poursuivre l'œuvre de son père et à la consolider, comme en témoignent ses multiples campagnes en Anatolie qui renforcent la position byzantine, sans pour autant parvenir à vaincre définitivement les Seldjoukides dans la région ou à imposer l'autorité byzantine sur la principauté d'Antioche. Georg Ostrogorsky juge ainsi l'empereur : « Plein de modération, mais résolu et énergique dans la réalisation des objectifs qu'il se fixait, il poursuivra la politique de son père avec une inflexible persévérance, sans jamais perdre de vue les limites du possible ». Jean-Claude Cheynet insiste sur l'œuvre de consolidation de la politique d'Alexis tout en notant que Jean II n'obtient pas de gains territoriaux notables. Il parvient à renforcer les frontières, à repousser les Seldjoukides localement sans réussir à les chasser du plateau anatolien, tout comme il échoue à asseoir la domination byzantine sur la principauté d'Antioche. Pour autant, il lègue à son successeur une armée renforcée, point d'appui à sa diplomatie ambitieuse. Ainsi, Michael Angold estime que, par son œuvre de consolidation, il permet de donner l'illusion que Constantinople est en mesure de s'affirmer comme la principale puissance du monde occidental et méditerranéen, d'autant que l'Empire semble près du but chimérique de reprendre enfin les territoires turcs de l'Anatolie centrale.

## Descendance
Jean II et Irène de Hongrie qu'il épouse en 1104 ont huit enfants :

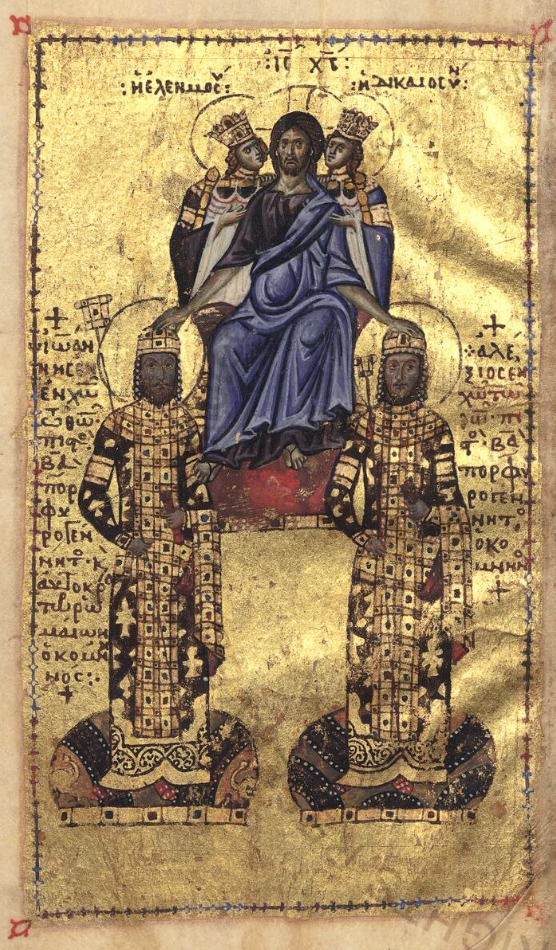
Miniature du début du XII, représentant l'empereur Jean II Comnène avec son fils Alexis Comnène. La justice et la clémence entourent le Christ.

- Alexis Comnène (1106-1142), co-empereur de 1122 jusqu'en 1142 ;
- Marie, née en 1106, jumelle d'Alexis, qui épouse Ioannes Rogerios Dalassenos ;
- Andronic Comnène, mort en 1142 ;
- Anne, qui épouse Étienne Kontostephanos ;
- Isaac Comnène (1113-1154) ;
- Théodora, qui épouse Manuel Anemas ;
- Eudoxie (Eudokia), qui épouse Theodoros Vatatzes ;
- Manuel Ier Comnène, empereur byzantin de 1143 à 1180.